# Charles Hersent
Pour les articles homonymes, voir Hersent.
Charles Hersent, né à Paris vers 1590, mort en 1660 ou 1662, est un clerc, prédicateur, érudit et polémiste français. Il a défendu la souveraineté du roi de France à Metz et a été excommunié pour avoir défendu les jansénistes dans ses sermons.

## Biographie
Il entre à l'Oratoire vers 1615. Il devient un prédicateur à succès, à Troyes, en 1618, à Dijon, Angers, Langres, Poitiers, puis finalement à Paris. Ses sermons se différencient de ceux de ses confrères par une insistance moins grande sur l'érudition mais en insistant plus sur la théologie. Il a à Rome pour le jubilé, puis quitte l'Oratoire en 1624. Il publie alors des libelles anonymes contre Pierre de Bérulle et ses anciens confrères. Il critique dans ses libelles les expressions « élévation », « vie abstraite », « vie intérieure », ... qui sont pour lui porteuses de « propositions » hérétiques, proches de l’illuminisme. Mais il se rétracte deux ans plus tard
En 1626, il dédie à l'évêque d'Auxerre une traduction du pseudo-Denys et dont la préface est une attaque contre les adversaires de la théologie moderne.
À la mort, à Metz, de Gabrielle-Angélique de Bourbon (21 janvier 1603-24 avril 1627), fille légitimée de Henri IV et de Catherine Henriette de Balzac d'Entragues, marquise de Verneuil, sœur de l'évêque titulaire de Metz entre 1612 et 1652, Henri de Bourbon-Verneuil, première femme de Bernard de Nogaret en 1622 et duchesse de la Valette, belle-fille du duc d'Épernon, gouverneur de Metz, il prononce son oraison funèbre dans la cathédrale de Metz, le 16 octobre 1627. Il y soutient les droits de souveraineté du roi de France à Metz. Il reçoit à la suite de cette oraison la chancellerie de la cathédrale de Metz.
En 1629, il salue la prise de La Rochelle, puis publie en 1632 son traité  «De la souveraineté du roi à Mets, Pays messin et autres villes et pays circonvoisins : qui estoient de l'ancien Royaume d'Austrasie en Lorraine, contre les prétentions de  l 'Empire, de l'Espagne et de la Lorraine, et contre les maximes des habitans de Mets qui le tiennent pour leur Protecteur» et une paraphrase du Cantique des cantiques. Dans le traité, Charles Hersent les droits du roi de France sur Metz, confond les prétentions des Habsbourg et des ducs de Lorraine sur Metz, et celles des familles de l'oligarchie messine. Il donne six preuves du droit de souveraineté du roi de France. Dans la cinquième preuve il développe les quatre sortes de souveraineté à partir des thèses de Jean Bodin dans Les six livres de la République et de Charles Loyseau dans le Traité des seigneuries. De fait, il liste les empiétements du pouvoir royal entre 1552 et 1632 sur ceux de l'évêque, de l'empereur et des habitants. Il s'oppose à l'idée que Metz est située en Allemagne en écrivant qu'on n'y trouve qu'actes publics et des épitaphes en français ou en latin. Ce traité est une œuvre de propagande royale, il prépare la création du Parlement de Metz, cour souveraine, en 1633. La reconnaissance de jure de la souveraineté du roi de France sur Metz n'a été obtenue qu'au traité de Münster, en 1648.
En 1637, il traduit en français le livre de Cornelius Jansenius Le Mars francois ou La guerre de France, en laquelle sont examinées les raisons de la justice prétendue des armes,& des alliances du roi de France sous les initiales C.H.D.P.D.E.T.B., qui signifie : Charles Hersent de Paris, docteur en théologie, bénéficier. Le livre mars gallicus a été écrit en 1635 par Jansenius après la déclaration de guerre du roi de France contre l'Empereur à la suite de l'occupation des terres de l'électeur de Trêves, Philipp Christoph von Sötern, début de l'intervention française dans la guerre de Trente Ans. Il est rédigé en réponse au livre écrit par Bésian Arroy, Questions décidées sur la justice des armes des roys de France et l'alliance avec les hérétiques et les infidèles et sur la conduite des gens de guerre, publié en 1634, pour prendre la défense de la politique d'alliance avec la Suède et les princes protestants d'Allemagne de Louis XIII et Richelieu et qui est critiquée par les catholiques.
En 1640, à la suite de la publication, en 1639, des Traités des droits et libertés de l'Église gallicane, avec les preuves de Pierre Dupuy, il prend le parti des ultramontains contre les gallicans. Il écrit un libelle contre Richelieu qu'il suspecte de vouloir établir un patriarcat en France, sous le pseudonyme d' Optatus Gallus de cavendo schismate. Le livre a été jugé comme une attaque contre les puissants et capable de mettre un désaccord entre le pape, l'Église de France et l'État. Il a été aussitôt proscrit par un arrêt du Parlement de Paris, le 2 mars 1640, et condamné par les évêques. Richelieu demanda à Pierre de Marca, qui a été archevêque de Toulouse, de répondre. Il publie, en 1641, De concordia sacerdotii et imperii (De la concorde du sacerdoce et de l'État). Il abandonne le conciliarisme, mais affirme l’autorité souveraine des rois de France sur l’Église de France : cette position est devenue la position défendue par le clergé français sous Louis XIV et réaffirmée dans l'affaire de la régale.
En 1643 il prononce l'oraison funèbre du roi Louis XIII dans trois églises parisiennes qu'il publie. 
À partir de 1644, il publie le Traité de la fréquente communion contre l'ouvrage de M. Arnaud et défend la cause des jansénistes dans un sermon prononcé devant le coadjuteur et publié Le scandale de Jésus-Christ dans le monde. Il est frappé de sanctions ecclésiastiques et doit se retirer à Rome en 1650. Il prononce un sermon le jour de la Saint-Louis à Saint-Louis des Français en 1651.  En y mêlant des questions il fut accusé de jansénisme et aurait été poursuivi par l'inquisition s'il ne s'était réfugié auprès de l'ambassadeur de France. Il a fait publier ce sermon avec son apologie. Il est ensuite revenu en France et est mort au château de Largou, en Bretagne, après 1660

## Publications
- Charles Hersent, In D. Dionysii areopagitae de mystica theologia librum, apparatus, interpretatio, notae, commentarii, paraphrasis, in quibus de supremo divinae contemplationis gradu, unione scilicet et ignoratione luculentissime agitur, praemissa est theologiae mysticae apologia adversus ejus obtrectatores ..., 1626
- Charles Hersent, Discours sur l'heureux succez des armes du roy en la prise de la Rochelle, 1629; p. 157
- Charles Hersent, De la Souveraineté du roy à Mets, pays metsin et autres villes et pays circonvoisins, qui estoient de l'ancien royaume d'Austrasie ou Lorraine, contre les prétentions de l'Empire, de l'Espagne et de la Lorraine et contre les maximes des habitans de Mets, qui ne tienent le roy que pour leur protecteur, 1632
- Charles Hersent, La pastorale saincte, ou Paraphrase du Cantique des Cantiques de Salomon roy d'Israël, selon la lettre & selon les sens allegorique & mystique. Avec une ample introduction, 1635; p. 4